# Mosnac (Charente-Maritime)
Mosnac település Franciaországban, Charente-Maritime megyében. Lakosainak száma 489 fő (2022. január 1.). Mosnac Belluire, Clion, Fléac-sur-Seugne, Saint-Genis-de-Saintonge, Saint-Georges-Antignac, Saint-Grégoire-d’Ardennes és Saint-Palais-de-Phiolin községekkel határos.

## Népesség
A település népességének változása:
| Lakosok száma | 467  | 439  | 431  | 465  | 457  | 451  | 466  | 476  | 477  | 489  |
|               | 1968 | 1982 | 1990 | 2006 | 2013 | 2015 | 2017 | 2019 | 2020 | 2022 |